# Кохреидзе, Теймураз (политик)
Теймураз Кохреидзе (груз. თეიმურაზ კოხრეიძე, род. 1 января 1963, Грузинская ССР) — грузинский врач, государственный и политический деятель. Депутат парламента Грузии VI созыва (с 2016 по 2020 годы). 

## Биография
Родился 1 января 1963 года в Грузинской ССР. 
Образование высшее. С 1980 по 1986 годы проходил обучение в Тбилисском государственном медицинском институте на медицинском факультете.
Трудовую деятельность начал до поступления в ВУЗ. С 1979 по 1980 годы работал слесарем III разряда в ремонтно-эксплуатационном отделении Тбилисского Калининского районного теплового хозяйства. 
После получения высшего образования, с 1986 по 1987 годы работал интерном в Республиканской центральной клинической больнице. С 1987 по 1989 годы трудился врачом-терапевтом в Центральной городской больнице Ткварчели. С 1989 по 1990 годы работал заведующим отделением переливания крови Марнеульской районной больницы.
С 1990 по 1991 годы трудился в Центре лазерных измерительных систем Академии наук СССР. В 1991 году работал в 25-й поликлинике, участковым терапевтом. С 1991 по 1993 годы помощник министра в Министерстве здравоохранения Грузии. С 1993 по 1995 годы работал в должности главы секретариата заместителя премьер-министра. С 1995 по 2009 годы трудился на различных должностях в Министерстве иностранных дел Грузии. Был помощником министра, директором Департамента Секретариата, послом по особым поручениям. 
С 2004 по 2007 годы работал главой офиса АО "Сакнавтоби". С 2006 по 2008 годы трудился в Министерстве экономического развития Грузии. С 2009 по 2011 годы осуществлял деятельность в должности директора "futures products company". С 2012 по 2013 годы был советником директора ООО "Georgia Transit". С 2012 по 2016 годы работал консультантом по административным вопросам в ООО "Петрокас Энерджи Джорджия". Параллельно с 2013 по 2016 годы - консультант в ООО "Арготрансгеоргия". 
С 2016 по 2020 годы являлся депутатом парламента Грузии 6-го созыва по партийному списку от избирательного блока "Грузинская мечта - Демократическая Грузия".